# Blind Guardian
Blind Guardian er et power metal-band, dannet i 1984 i Krefeld, Tyskland, under navnet Lucifer's Heritage. Under det tidligere navn nåede bandet i 1985 og 1986 at udgive to demoer. inden de ændrede bandnavnet til Blind Guardian. Allerede fra begyndelsen var gruppens sangtekster inspireret af fiktionsforfattere som J. R. R. Tolkien, Stephen King, og Michael Moorcock såvel som traditionelle legender og eventyrfortællinger.
Blind Guardian er blevet omtalt som en af "fire store" power metal-bands sammen med Helloween, Dragonforce, og Sabaton.

## Medlemmer

### Nuværende medlemmer
- Hansi Kürsch — Vokal (1984–), Bas (1984–1996)
- André Olbrich — Lead Guitar (1984–)
- Marcus Siepen — Rytmeguitar (1987–)
- Frederik Ehmke — Trommer, Percussion, Fløjte, Sækkepibe (2005–)

### Tidligere medlemmer
- Thomas "Thomen" Stauch — Trommer (1984–1985, 1987–2005)
- Markus Dörk — Rytme og lead guitar (Lucifer's Heritage) (1984–1985)
- Christof Bilgeria — Rytme og lead guitar (Lucifer's Heritage) (1986)
- Hans-Peter Frey — Trommer (Lucifer's Heritage) (1986)
- Thomas Kelleners — Vokal (Lucifer's Heritage) (1984)

### Gæstemusikere
- Oliver Holzwarth — Bas (turné/studie) (1997–)
- Alex Holzwarth — Trommer (live) (2002–2003)
- Mathias Wiesner — Keyboard (studie) (1989–)
- Michael Schüren — Keyboard (live) & flygel (studie) (1997–)
- Kai Hansen — Vokal & Guitar soloer (1989–1992)
- Rolf Köhler, Thomas Hackmann — bagvokal (1989–)
- Olaf Senkbeil, Billy King — bagvokal (1990–)

## Diskografi

### Studiealbums
- Battalions of Fear (1988)
- Follow the Blind (1989)
- Tales from the Twilight World (1990)
- Somewhere Far Beyond (1992)
- Tokyo Tales (1993)
- Imaginations from the Other Side (1995)
- The Forgotten Tales (1996)
- Nightfall in Middle-Earth (1998)
- A Night at the Opera (2002)
- A Twist in the Myth (2006)
- At the Edge of Time (2010)
- Beyond the Red Mirror (2015)
- Legacy of the Dark Lands (2019)
- The God Machine (2022)